# Michelle McNamara
Michelle McNamara (* 14. April 1970; † 21. April 2016 in Los Angeles) war eine US-amerikanische Autorin. 

## Leben
McNamara wurde insbesondere durch das postum im Februar 2018 erschienene Buch I’ll Be Gone in the Dark: One Woman’s Obsessive Search for the Golden State Killer bekannt, das 2019 mit dem Anthony Award als Bestes Sachbuch ausgezeichnet wurde.
Sie studierte an der University of Notre Dame und der University of Minnesota. 2006 begann sie die Website TrueCrimeDiary und befasste sich intensiv mit dem Golden-State-Killer-Kriminalfall. Bis zu ihrem Tod im April 2016 trat sie regelmäßig in der Dokumentationsreihe A Crime to Remember auf.
McNamara war mit dem Schauspieler Patton Oswalt verheiratet und hatte eine Tochter mit ihm. Sie starb 2016 aufgrund einer Arzneimittelwechselwirkung.